# Cut Me Some Slack
Cut Me Some Slack (englisch für „Habe Nachsicht mit mir“) ist ein Lied des britischen Musikers Paul McCartney sowie den ehemaligen Mitgliedern der Musikgruppe Nirvana: Dave Grohl, Krist Novoselic und Pat Smear. Das Lied wurde erstmals 2012 auf YouTube veröffentlicht. Komponiert wurde es von den vier aufgeführten Musikern.

## Hintergrund

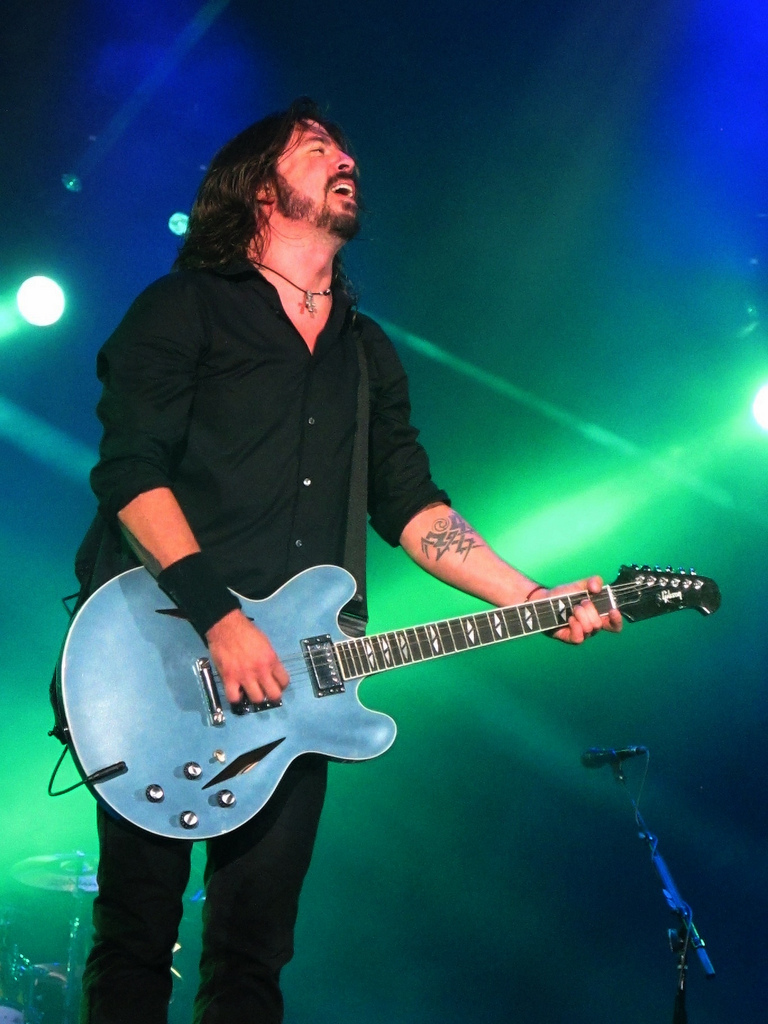
Dave Grohl (2011)

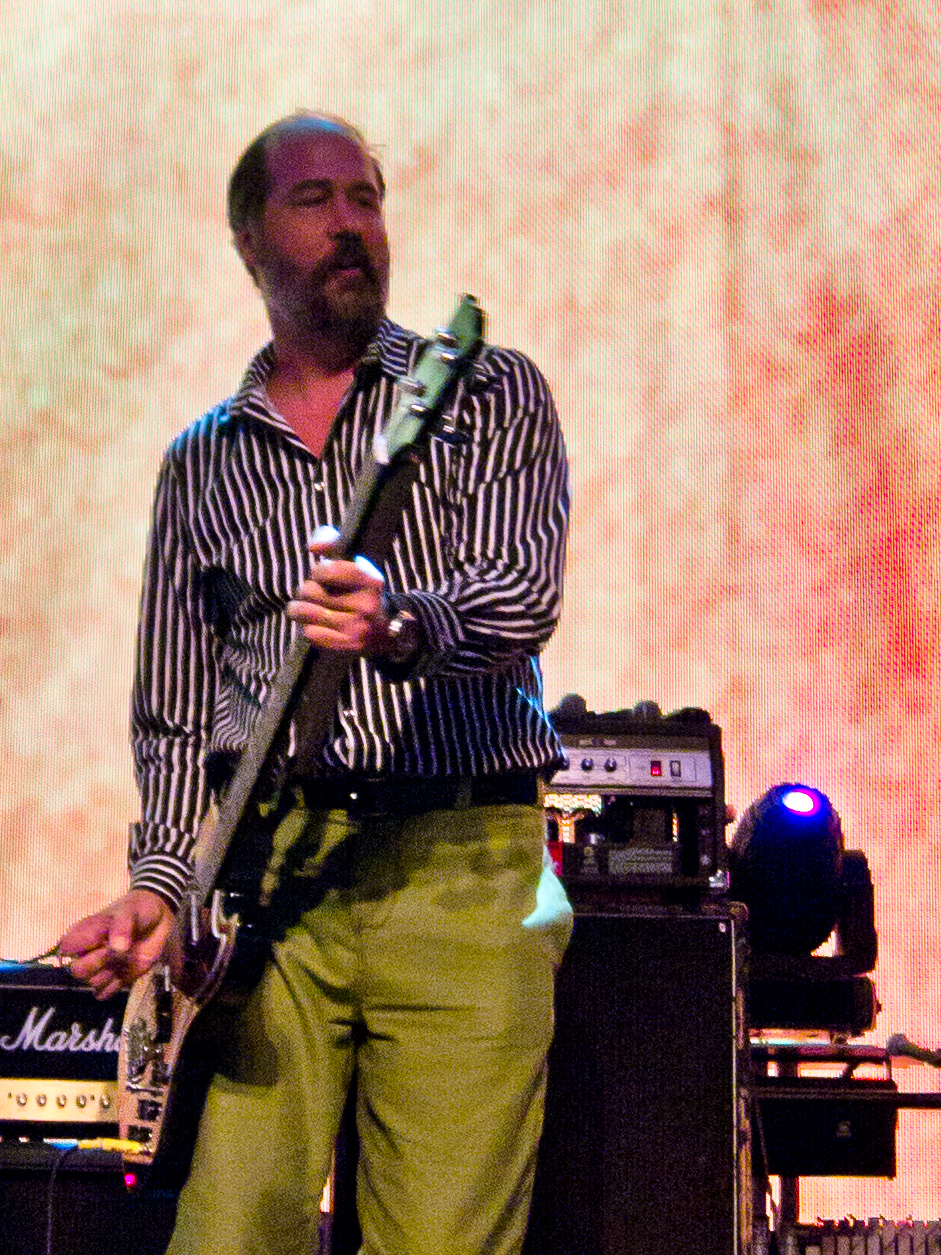
Krist Novoselic (2011)

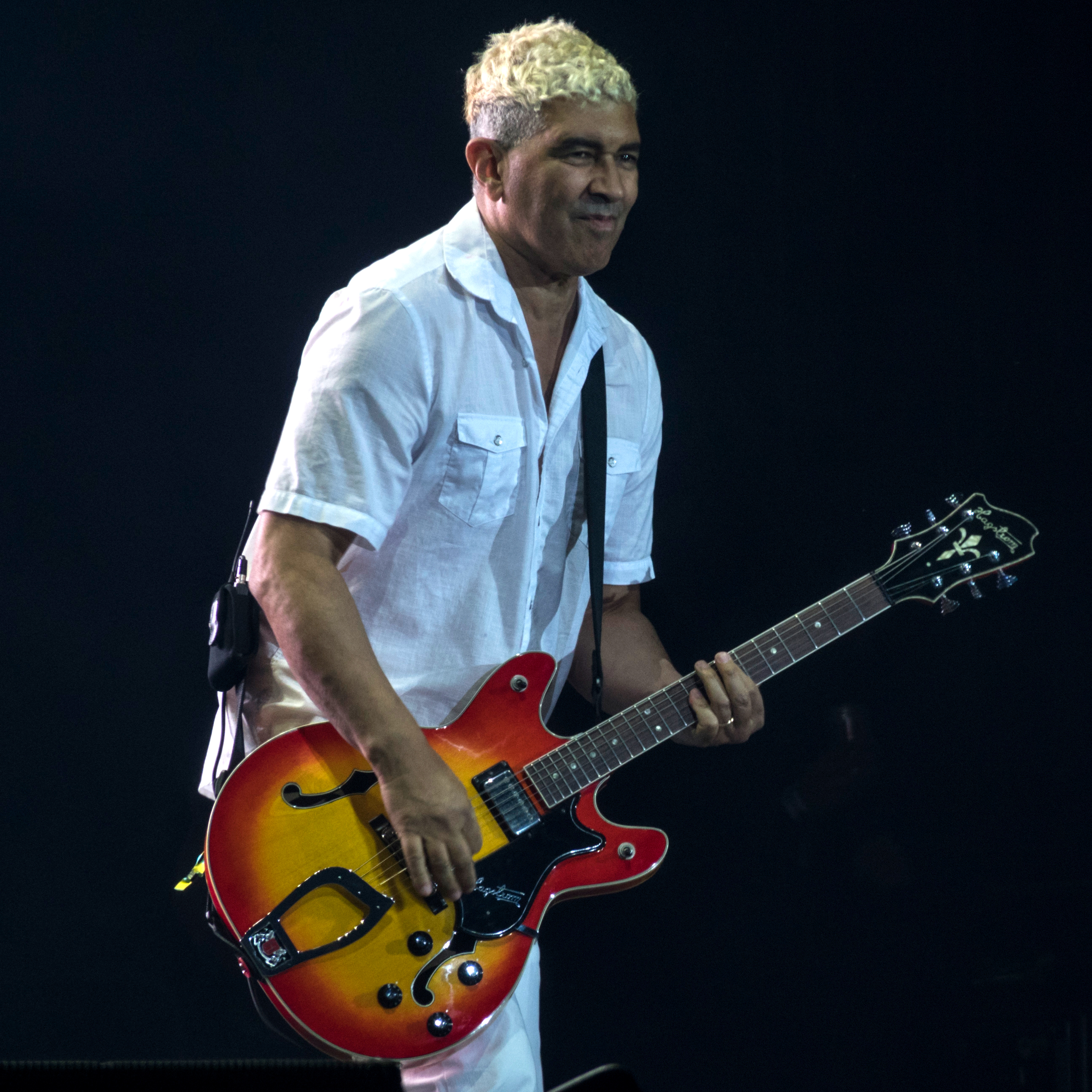
Pat Smear (2017)

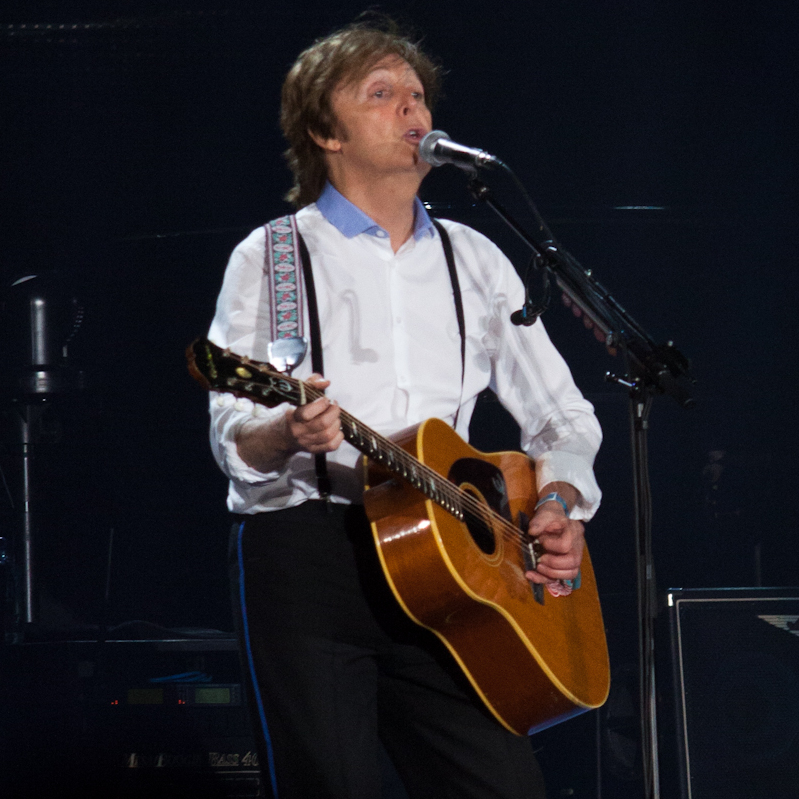
Paul McCartney (2012)

Dave Grohl hatte die Idee, einen Dokumentarfilm über die Geschichte des Sound City Recording Studios in Los Angeles zu drehen, wo Nirvana 1991 ihr Album Nevermind aufnahmen. Der Film war Dave Grohls Regiedebüt, er lud verschiedene Künstler ein, den Soundtrack aufzunehmen, darunter Paul McCartney.
Cut Me Some Slack wurde in einer dreistündigen Jamsession während der Dreharbeiten zur Sound City-Dokumentation aufgenommen. Videoaufzeichnungen dieser Session sind in dem Dokumentationsfilm zu sehen.
Dave Grohl sagte im Januar 2013 gegenüber dem NME: „Wir gingen (ins Studio) hinein. Wir haben den Song gejammt. Es kam einfach aus dem Nichts. Die besten Songs entstehen auf diese Weise. Wir haben es live aufgenommen und mit einer Stimme überlegt und das war's. Es waren drei Stunden und es war perfekt.“
Paul McCartney erinnerte sich rückblickend wie folgt: „Dave bat mich, mit ein paar Kumpels zu jammen. Dave schlug vor, vielleicht etwas wie 'Long Tall Sally' zu machen, aber ich dachte, wir sollten uns vielleicht einfach etwas ausdenken. Sie sagten, wie gut es sich anfühlte, wieder zusammen zu sein. Ich sagte: 'Wow? Ihr habt die ganze Zeit nicht mehr zusammengespielt?' Jemand flüsterte mir zu: 'Das ist Nirvana', ich konnte es nicht glauben.“
Cut Me Some Slack wurde am 12. Dezember 2012 beim 12-12-12: The Concert for Sandy Relief, ein Benefizkonzert für die Opfer der Hurrikan-Sandy-Katastrophe, im New Yorker Madison Square Garden live uraufgeführt. Der Song wurde von dem Quartett, am 15. Dezember 2012 bei der Fernsehsendung Saturday Night Live und am 19. Juli 2013 bei McCartneys Konzert mit weiteren Beatles-Liedern in Seattle erneut aufgeführt.
Die Presse gab der Gruppe den Spitznamen Sirvana, eine Kombination aus Sir McCartney und Nirvana.
Der Song wurde als Download-Single veröffentlicht, konnte sich aber nicht in den Charts platzieren.
Cut Me Some Slack gewann am 26. Januar 2014 bei den 56. Grammy Awards einen Grammy für den besten Rocksong. Das Soundtrack-Album Sound City: Real To Reel gewann den Grammy Award for Best Compilation Soundtrack for Visual Media.
Für das Lied wurde kein Musikvideo produziert.

## Aufnahme
Die Aufnahmesessions für Cut Me Some Slack fanden Anfang April 2012 im Studio 606 West, in Los Angeles statt, wobei Butch Vig als Produzent fungierte. James Brown, John Lousteau und Jim Scott waren die Toningenieure der Aufnahmen.
Besetzung:
- Paul McCartney – Leadgesang, Zigarrenkistengitarre
- Pat Smear – E-Gitarre
- Krist Novoselic – E-Bass
- Dave Grohl – Schlagzeug, Hintergrundgesang

Die Zigarrenkistengitarre ist eine Sonderanfertigung, die Johnny Depp Paul McCartney geschenkt hat.

## Coverversionen
Es gibt mindestens eine Coverversion von Cut Me Some Slack.

## Veröffentlichung
- Am 17. Dezember 2012 wurde Cut Me Some Slack auf YouTube veröffentlicht.[8]
- Am 8. März 2013 wurde in Europa eine Promotion-CD mit Cut Me Some Slack veröffentlicht.[9]
- Am 12. März 2013 erschien das Album Sound City - Real To Reel als Doppelvinyl-Album[10] sowie als CD-Album[11] auf dem sich Cut Me Some Slack befindet.